# Iglesia de Santa María (Écija)
La iglesia de Santa María de Écija (provincia de Sevilla, España) se encuentra situada en la plaza de Santa María, donde se ubica un monumento del siglo XVIII tallado en mármol de los patrones de Écija, la Virgen del Valle y San Pablo.
Es la sede canónica de la Hermandad del Cautivo/La Borriquita y de la Hermandad de Nuestra Señora de Rocío.

## Historia
Aunque el origen de la iglesia de Santa María data aproximadamente de 1262, el edificio actual data del siglo XVIII. Fue construida sobre un antiguo templo mudéjar de los siglos XVI y XVII. Estas obras comenzaron por la torre en 1717, según una inscripción que se halla en su parte baja. El terremoto de Lisboa de 1755 dañó seriamente el segundo y el tercer cuerpo de la misma.
En 1758 tuvo lugar la bendición y colocación de la primera piedra del nuevo edificio. El 9 de octubre de 1778 se bendijo lo edificado, que comprendería el presbiterio y el crucero, abriéndose al culto y continuando durante varios años las obras. El autor del proyecto debió ser el arquitecto Pedro de Silva, quien redactó las condiciones de la obra e intervino desde sus comienzos hasta 1763. Siguieron en la dirección y vigilancia de las obras los Maestros mayores Antonio y Ambrosio de Figueroa, José Álvarez y Fernando de Rosales. La dirección material de los trabajos in situ fue encomendada a los maestros alarifes José Páez de Carmona, José Pérez Bueno, Joaquín de Herrera y Fernando Martín Bizarro.
A esta iglesia está vinculado el santo San Juan de Ávila en la que predicó y fue confesor de Doña Sancha Carillo, convirtiéndola y llevándola a la santidad, escribiendo de este encuentro la obra más singular de este santo, Audi filia. De esta época se conserva aún el púlpito desde donde predicaba el santo.
También está vinculado a esta iglesia San Vicente Ferrer o el Beato Diego José de Cádiz. El sacerdote catalán José Gras y Granollers fundador de la Hijas de Cristo Rey, estableció en la parroquia el triduo a la Realeza de Cristo, estando este sacerdote en la ciudad en calidad de preceptor de los hijos de los Marqueses de Peñaflor.
En el año de 1995, se incendió la capilla de Nuestra Señora del Pilar, aunque se pudo salvar la imagen. Durante el periodo de restauración, la Hermandad del Cautivo y la de Ntra. Sra. del Rocío, las dos hermandades existentes en esta parroquia, recibieron culto en la Iglesia de Santa Bárbara.

## Descripción

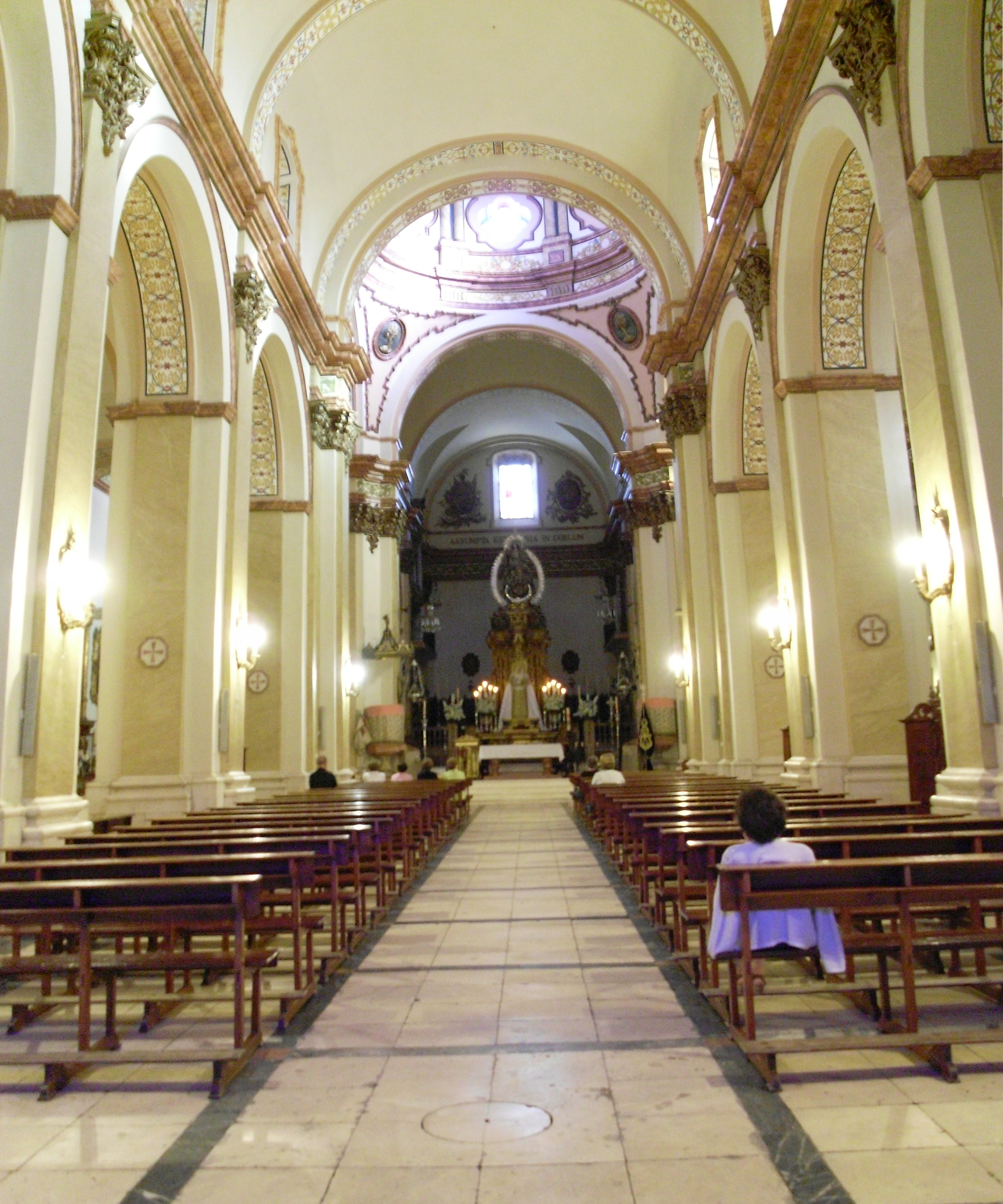
Nave central

El espacioso templo, con orientación Sur-Norte, posee un decidido aire neoclásico, motivado por la intervención del arquitecto José Álvarez. Tiene planta rectangular, tres naves cubiertas por bóvedas baídas, capilla mayor muy profunda con abovedamiento de cañón y lunetos, y cúpula con tambor en el crucero.
La portada norte, que es la principal del edificio es de estilo barroco y fue diseñada por Antonio de Figueroa y Ruiz. Se halla formada por un cuerpo y su ático, con hornacina e imagen de la Asunción. Está cobijada bajo un arco muy elevado y de grandes dimensiones, en cuya arquivolta se desarrolla la inscripción Assumpta est María in Cœlum, de un efecto sorprendente, motivando una de las entradas más originales del barroco andaluz del siglo XVIII. Posee puertas de caoba y clavos de bronce dando paso a un “cancel” entre mudéjar y barroco, cilíndrico y cubierto con un cuarto de esfera de lacería, de los últimos años del siglo XVIII.
La torre adosada a la gran portada, cuyo diseño recuerda a la Giralda de Sevilla, posee un esbelto cuerpo de ladrillos con vanos decorados. El cuerpo de campanas es de ordenación clásica. Se observa una profusa ornamentación de azulejería del siglo XVIII. Entre las campanas figura una del siglo XV, que tiene el interés de reproducir el Pendón de Écija.

### Nave de la epístola

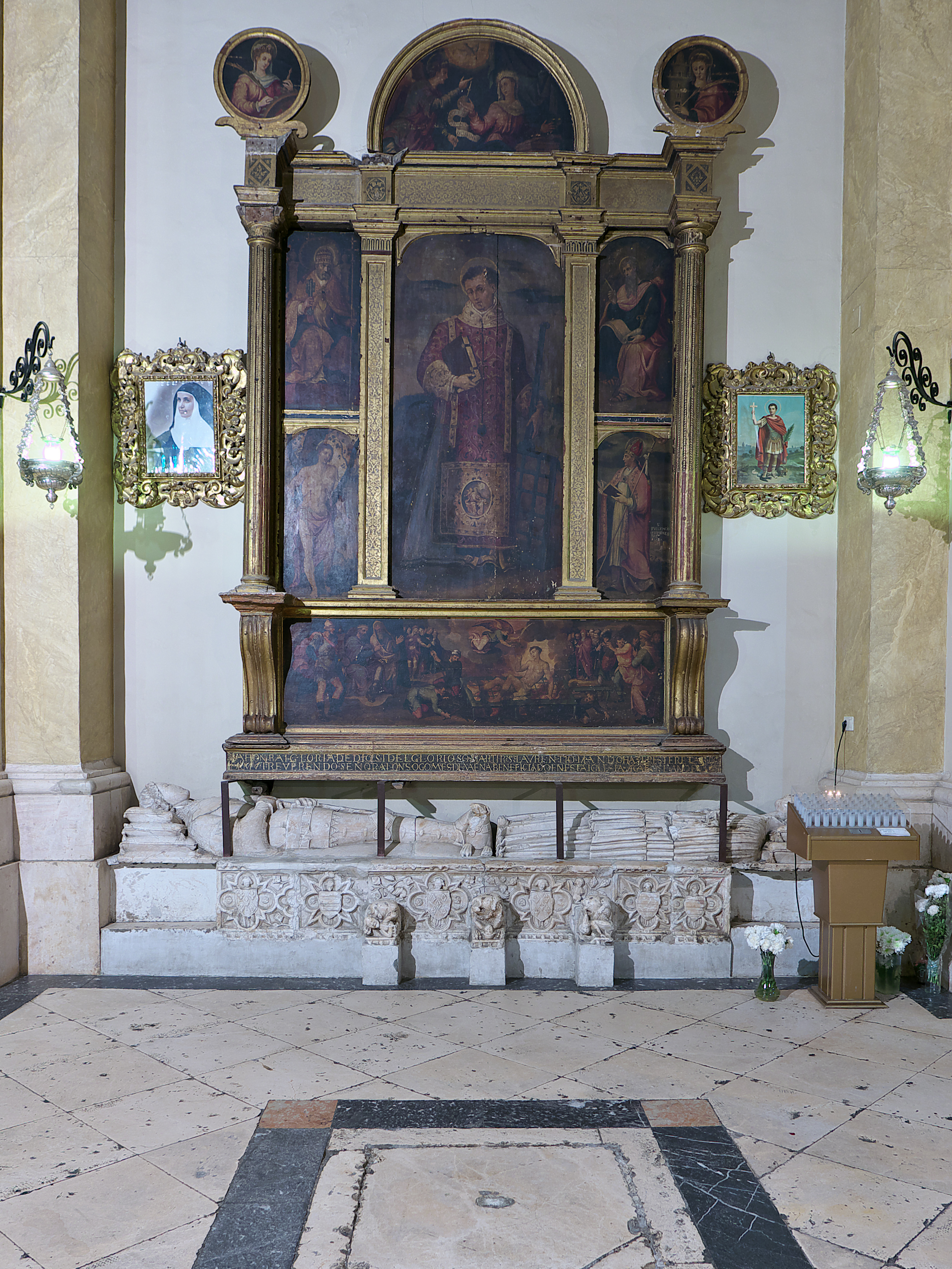
Altar de San Lorenzo

La nave de la Epístola (derecha), el retablo colateral está dedicado al Príncipe de los Apóstoles, forma un conjunto del siglo XVIII. Está presidido por el Simpecado de Nuestra Señora del Rocío y coronando el ático Nuestra Señora del Valle.
Le sigue un retablo de columnas salomónicas donde se venera una Alegoría del Dulce Nombre de Jesús.
Hay varios retablos más de estilos neoclásicos, los cuales son presididos por San José, Jesús entrando Triunfante en Jerusalén (La Borriquita) y Nuestra Madre y Señora de las Lágrimas (Titular de la Hermandad del Cautivo). Todas estas imágenes están acompañadas por otras menores. En esta nave, además, hay una hornacina dedicada a Santa Marta, muy venerada en Écija. El retablo dedicado al Crucificado de la Misericordia está constituido por elementos de acarreo del siglo XVII, siglo en que se esculpió dicha imagen. Delante de él hay una lápida.
El último retablo de la nave está dedicado al mártir San Lorenzo. Se encuentra una pintura sobre tabla de San Lorenzo, en el lugar principal; San Sebastián, San Fulgencio, San Pedro y San Pablo, a derecha e izquierda; la Anunciación en el medio punto del remate y las santas Bárbara y Catalina en los tondos, fechado en 1570, sobre un sepulcro en alabastro con esculturas yacentes fechado en el siglo XIV.
Junto a la puerta principal, se halla la capilla bautismal.

#### Sillería del coro

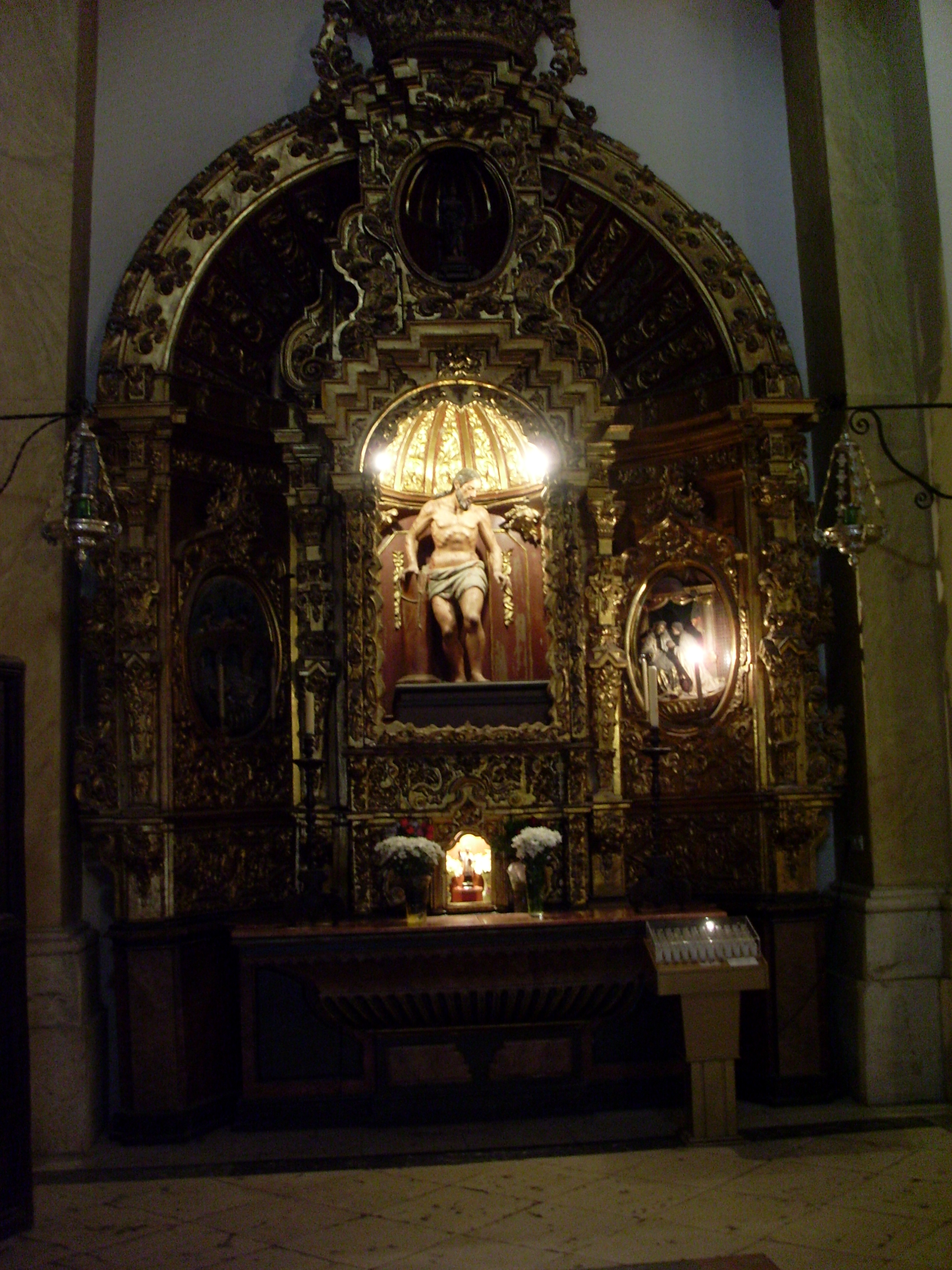
Cristo atado a la columna, junto al sagrario

Gran valor posee también la sillería del coro, que se encuentra en la nave de la Epístola. Muy sencilla y de líneas clásicas, realizado por Juan de Mesa y la pintura sobre tabla de la Virgen de la Antigua obra de Pedro de Villegas Marmolejo en 1575. Se encuentra en la última parte del altar mayor del templo.

### Nave del Evangelio
En la nave del Evangelio (izquierda) hay diversas lápidas en el suelo con sus respectivas inscripciones. Junto a esta nave se encuentra el claustro, que da paso a la sacristía y a la casa parroquial, unida a la torre. Destaca su interesante colección arqueológica, con piezas de diferentes épocas y culturas. Una pieza excepcional es la escultura en mármol de una cabeza de Julio César Germánico de época romana.
Adyacente a la puerta principal, se encuentra una imagen de Cristo atado a la columna. Junto a ella se encuentra el Sagrario, obra de Cayetano González, que se adosa al muro del Evangelio, que está formado por una nave con bóvedas de aristas y media naranja en el presbiterio. Está enriquecida en su totalidad con pinturas y representaciones pictóricas. Está presidido por una imagen de la Inmaculada Concepción, que vino a sustituir hace unos años a Nuestra Señora de Belén.
Junto a la puerta de la Capilla Sacramental, encontramos el retablo de Nuestro Padre Jesús Cautivo, obra de Cayetano González en 1947. A su lado se sitúa la puerta que da al patio de los naranjos y al Museo Parroquial. Le sigue el retablo de la Virgen del Pilar, con una hornacina a sus pies de San Judas Tadeo, un referente de la devoción ecijana.

## Leyendas

### Milagro de la puerta maldita
Este milagro fue realizado por San Vicente Ferrer. Cuentan que un Domingo de Ramos, durante el sermón de la misa que oficiaba el Santo, éste observa que una mujer de religión judía no prestaba la debida atención e incluso hacía gestos de desaprobación. El Santo la mira y en ese momento la puerta de entrada del templo sobre la que estaba recostada, se desploma matando a la judía. Todos acuden a su socorro y el Santo alza por la mano a la difunta, que vuelve a la vida, y arrepentida se convierte a la religión cristiana.

### Milagro de San Pablo
Ocurrió en la madrugada del 20 de febrero de 1436 en la persona del joven Antón de Arjona, al que, en una aparición, encomendó la tarea de advertir a las autoridades locales de los vicios y pecados que se cometían contra Dios Nuestro Señor, amenazando con una epidemia de peste si éstos no se corregían. Para que fuera creído en su encargo, le anudó los dedos de la mano derecha y le ordenó que se organizara una procesión con las jerarquías civiles y religiosas y todo el pueblo al convento de San Pablo y Santo Domingo, de la orden dominica y allí, después de la Santa Misa, a la vista de todos, pasó la mano por una cruz, desatándosele los dedos y quedando la mano sana.